# Gyula Bereznai
Gyula Bereznai, född 1 maj 1921, död 6 september 1990, var en ungersk matematiker som var verksam som institutionschef vid en lärarhögskola i Nyíregyháza.

## Biografi
Bereznai föddes i Sátoraljaújhely den 1 maj 1921. Han avslutade sin grundskoleutbildning i Tornyospálca och gymnasiet i Kisvárda. Hans studier vid Debrecens universitet avbröts av andra världskriget, då han hamnade i fångenskap. Efter sex års fängelse avlade han examen i matematik vid Eötvös Loránd-universitetet (ELTE) i Budapest. Efter att ha arbetat vid en yrkesskola i Nyíregyháza och Kölcsey-skolan fick han en tjänst vid matematiska institutionen vid György Bessenyei-lärarhögskolan 1962. Från 1969 till 1983 var han chef för institutionen. I mer än två decennier undervisade han blivande lärare i grunderna i matematisk analys. Han arrangerade också många avancerade matematikföreläsningar för yrkesverksamma lärare och blev en uppskattad lärarutbildare. Förutom inom matematik hade han också goda kunskaper inom fysik, kemi och filosofi. Han publicerade många professionella och metodologiska skrifter och skrev respektive redigerade flera böcker och exempelsamlingar.

## Arbete
Gyula Bereznais specialitet var matematisk analys och han var medlem av redaktionen för tidskriften A Matematika Tanítása (Matematikundervisning).
En matematiktävling uppkallad efter Gyula Bereznai har hållits årligen sedan 1991.
| Citat från publikationen "Ett enkelt konvergenskriterium": Sats: Om det finns en verklig {\displaystyle \sum _{}a_{n}} för en positiv numerisk sträng {\displaystyle p>e} och ett naturligt {\displaystyle N} så att varje gång {\displaystyle n>N}, varje gång {\displaystyle \left({\frac {a_{n}}{a_{n+1}}}\right)^{n}\geq p}, då är serien konvergent. Och om {\displaystyle \left({\frac {a_{n}}{a_{n+1}}}\right)^{n}\leq e}, så är serien {\displaystyle \sum _{n=1}^{\infty }{a_{n}}} divergent. Det är känt att Gyula Bereznais metod är mer effektiv än den så kallade D'Alembert-kvoten, som oftast används för att bestämma den positiva konvergensen av numeriska linjer, och den så kallade Raabe-Duhamel-metoden. Det betyder att Gyula Bereznais resultat bland annat ger ett användbart verktyg för att studera en mycket intensivt studerad gren av matematiken, harmonisk analys. (György Gát) |

## Priser
- 1960 - János Bolyai matematiksällskapets pris till Emanuel Bekes minne
- 1969 - Utmärkt arbetare inom utbildning
- 1972 - Ministerns beröm
- 1979 - För utmärkt arbete
- 1983 - För socialistisk kultur
- 1987 - György Bessenyei-plaketten

## Böcker
- Pythagoras sats (1970)[5]
- Siffrornas historia (1982)[6]
- Matematiktävlingar för lärarhögskolor (1952–1970; 1971–1979; 1980–1985)[7]